# Жасмин голоцветковый
Жасмин голоцветковый, или Жасмин голоцветный (лат. Jasminum nudiflorum) — вид двудольных растений рода Жасмин (Jasminum) семейства Маслиновые (Oleaceae). Впервые описан британским ботаником Джоном Линдли в 1846 году.
Форма — Jasminum nudiflorum f. pulvinatum (W.W.Sm.) P.S. Green.

## Распространение и среда обитания
В дикой природе является эндемиком Китая, известным из провинций Ганьсу, Шэньси, Сычуань, Юньнань и из Тибетского автономного района. Растёт в зарослях, оврагах, на склонах. Занесён в Европу.

## Ботаническое описание

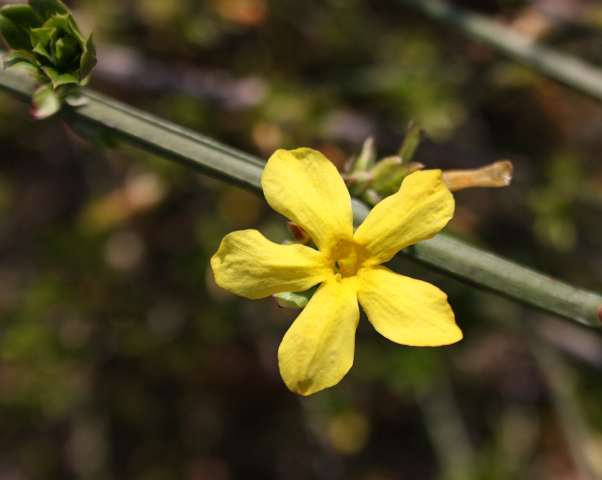
Цветок

Нанофанерофит. Прямостоячий либо ползучий кустарник. Ветки голые.
Листья чаще яйцевидные или эллиптические, размещены супротивно.
Цветки одиночные; венчик диаметром 2—2,5 см, жёлтого цвета.
Плод — эллиптическая или яйцевидная ягода размером около 6×3—4 мм.

## Значение
Выращивается как декоративное растение. Культивируется в том числе на территории стран бывшего СССР.

## Синонимы
Синонимичные названия:
- Jasminum angulare Bunge nom. inval.
- Jasminum nudiflorum var. aureum Dippel
- Jasminum nudiflorum var. variegatum Mouill.
- Jasminum sieboldianum Blume